# Sommer-Paralympics 2000/Teilnehmer (Ruanda)
| stlisierte Goldmedaille | stlisierte Silbermedaille | stlisierte Bronzemedaille |
| ----------------------- | ------------------------- | ------------------------- |
| —                       | —                         | —                         |

Ruanda nahm bei den Sommer-Paralympics 2000 in Sydney erstmals an den Paralympics teil.

## Teilnehmer nach Sportart

### Schwimmen
Männer
- César Rwagasana, 50 Meter Freistil S10: 7. Platz[2]